# Щебёнка (посёлок)
Щебёнка (укр. Щебенка) — посёлок, входит в Енакиевский городской совет Донецкой области Украины. Находится под контролем самопровозглашённой Донецкой Народной Республики.

## География
Село расположено на реке под названием Булавин.

#### Соседние населённые пункты по странам света
С: —
ССВ: Старопетровское, Карло-Марксово
СВ, В: город Енакиево, Шапошниково, Авиловка (выше по течению Булавина)
СЗ, З:  Корсунь
ЮЗ: Верхняя Крынка (Енакиевский горсовет), Шевченко, Монахово
Ю: Новосёловка, Новомарьевка, Верхняя Крынка (Макеевский горсовет)
ЮВ: Новомосковское

## Население
Население по переписи 2001 года составляло 357 человек. Родным языком 80,67 % населения указали русский, 19,33 % — украинский.

## Общая информация
Почтовый индекс — 86472. Телефонный код — 6252.

## Местный совет
86499, Донецкая обл., Енакиевский горсовет, пгт.Корсунь, ул.Вокзальная, 96, тел. 3-20-62